# Meall nan Tarmachan
Meall nan Tarmachan is een berg in de zuidelijke Hooglanden van Schotland, vlakbij Killin en net ten westen van Ben Lawers. De berg is een van de munros van Schotland en het is ook een marilyn, een berg of heuvel op de Britse Eilanden met een prominentie van meer dan 150 meter.
De berg wordt vaak beklommen als onderdeel van de Tarmachan-bergkam, waarvan de andere toppen Meall Garbh (1.026 m), Beinn nan Eachan (1.000 m) en Creag na Caillich (914 m) zijn. Deze drie zijn geen munro, maar tops, wat betekent dat ze wel hoger zijn dan 3000 voet, maar niet hoger zijn dan de nabijgelegen primaire berg. De drie toppen liggen ten zuidwesten van Meall nan Tarmachan.
Normaal gesproken wordt de berg vanuit het oosten benaderd via de weg vanaf het Ben Lawers Visitor Centre, waarvandaan de top met een korte wandeling, zonder echte problemen, bereikt kan worden. Het doorkruisen van de hele Tarmachan-bergkam brengt echter wel wat klauteren met zich mee. 
De naam Meall nan Tarmachan is Schots-Gaelisch voor "heuvel van de sneeuwhoenders".